# Rex le Magnifique
Pour plus de détails, voir Fiche technique et Distribution.
Rex le Magnifique (Rustlers' Rhapsody) est un film hispano-américain réalisé par Hugh Wilson, sorti en 1985.

## Fiche technique
- Titre français : Rex le Magnifique[1]
- Titre original : Rustlers' Rhapsody
- Réalisation : Hugh Wilson
- Scénario : Hugh Wilson
- Photographie : José Luis Alcaine
- Musique : Steve Dorff
- Production : David Giler, Walter Hill et José Antonio Sainz de Vicuña
- Pays de production : États-Unis, Espagne
- Genre : western
- Date de sortie : 
  - États-Unis : 10 mai 1985
  - Espagne : 10 juillet 1986
  - France : 1986[1]

## Distribution
- Tom Berenger : Rex O'Herlihan
- G. W. Bailey : Peter
- Marilu Henner : Miss Tracy
- Andy Griffith : Colonel Ticonderoga
- Fernando Rey : Colonel du chemin de fer
- Sela Ward : la fille du Colonel
- Brant von Hoffman : Jim
- Christopher Malcolm : Jud
- Jim Carter : Blackie
- John Orchard : Shériff
- Patrick Wayne : Bob Barber